# Nojel Eastern
Nojel Imani Eastern (Chicago, Illinois; 26 de mayo de 1999) es un baloncestista estadounidense que pertenece a la plantilla de los Iowa Wolves de la G League. Con 2,01 metros de estatura, juega en la posición de escolta. 

## Trayectoria deportiva

### Universidad
Jugó tres temporadas con los Boilermakers de la Universidad Purdue, en las que promedió 5,1 puntos, 4,0 rebotes y 2,0 asistencias por partido. En sus dos últimas temporadas fue incluido en el mejor quinteto defensivo de la Big Ten Conference.
El 12 de mayo de 2020 anunció que sería transferido de Purdue. Dos días después, se comprometió con Michigan para su última temporada, sin embargo, el 17 de junio anunció que no jugaría para Michigan después de no aprobar el examen de admisión a la universidad. El 6 de agosto de 2020 se comprometió a continuar su carrera en Howard. Antes de llegar a disputar partido alguno, dejó el equipo el 3 de enero de 2021 para seguir una carrera profesional y entrenar para el draft de la NBA de 2021.

#### Estadísticas
| Año     | Equipo | PJ  | PT | MPP  | %TC  | %3P  | %TL  | RPP | APP | ROB | TPP | PPP |
| ------- | ------ | --- | -- | ---- | ---- | ---- | ---- | --- | --- | --- | --- | --- |
| 2017–18 | Purdue | 37  | 0  | 12.6 | .483 | .333 | .417 | 2.5 | 1.1 | .6  | .1  | 2.9 |
| 2018–19 | Purdue | 36  | 35 | 28.2 | .495 | .000 | .650 | 5.5 | 2.5 | 1.1 | .3  | 7.5 |
| 2019–20 | Purdue | 31  | 27 | 25.5 | .420 | .000 | .485 | 4.0 | 2.7 | 1.1 | .2  | 4.9 |
| Total   | Total  | 104 | 62 | 21.8 | .466 | .188 | .558 | 4.0 | 2.0 | .9  | .2  | 5.1 |

### Profesional
Tras no ser elegido en el Draft de la NBA de 2021, se unió a los Long Island Nets de la G League para la pretemporada después de superar con éxito una prueba, pero fue despedido el 27 de octubre sin llegar a debutar.
No fue hasta febrero de 2023 cuando firmó su primer contrato profesional con el equipo mexicano de los Rayos de Hermosillo del CIBACOPA. Disputó una temporada en la que promedió 14,1 puntos, 6,1 rebotes y 4,0 asistencias por partido, lo que le valió para disputar el All-Star de la competición.
El 4 de agosto de 2023 firmó con Halcones Rojos Veracruz de la LNBP mexicana. Apenas disputó siete partidos, en los que promedió 4,9 puntos y 4,0 rebotes.
El 29 de octubre de 2023 fue elegido en el puesto 41 en el draft de la NBA G League de 2023 por los Iowa Wolves. En su primeta temporada promedió 7,5 puntos y 5,7 rebotes por partido.